# 2159 Kukkamaki
Kukkamaki (asteróide 2159) é um asteróide da cintura principal, a 2,3819612 UA. Possui uma excentricidade de 0,0403752 e um período orbital de 1 428,38 dias (3,91 anos).
Kukkamaki tem uma velocidade orbital média de 18,90497669 km/s e uma inclinação de 3,27288º.
Esse asteróide foi descoberto em 16 de Outubro de 1941 por Liisi Oterma.